# Llandaff North
Llandaff North (en anglais) ou Ystum Taf (en gallois) est un quartier de la ville de Cardiff, au pays de Galles, disposant du statut de communauté.

## Géographie
Llandaff North se situe au nord-ouest du centre-ville de Cardiff et, comme son nom anglais l'indique, au nord de Llandaff.

## Démographie
Au recensement de 2011, la communauté de Llandaff North comptait 8 344 habitants.